# Cascade du Ray-Pic
Die Cascade du Ray-Pic ist eine Kaskade aus zwei Wasserfällen im vulkanisch geprägten Oberlauf der Bourges, einem linken Zulauf des Flusses Fontolière. Der erste, von unten nicht sichtbare Fall stürzt aus 60 Metern Höhe und der zweite Hauptstrahl aus 30 Metern durch eine eindrucksvolle Basaltformation in die Tiefe. Die Cascade du Ray-Pic liegt auf dem Gebiet der Gemeinde Péreyres im Département Ardèche.

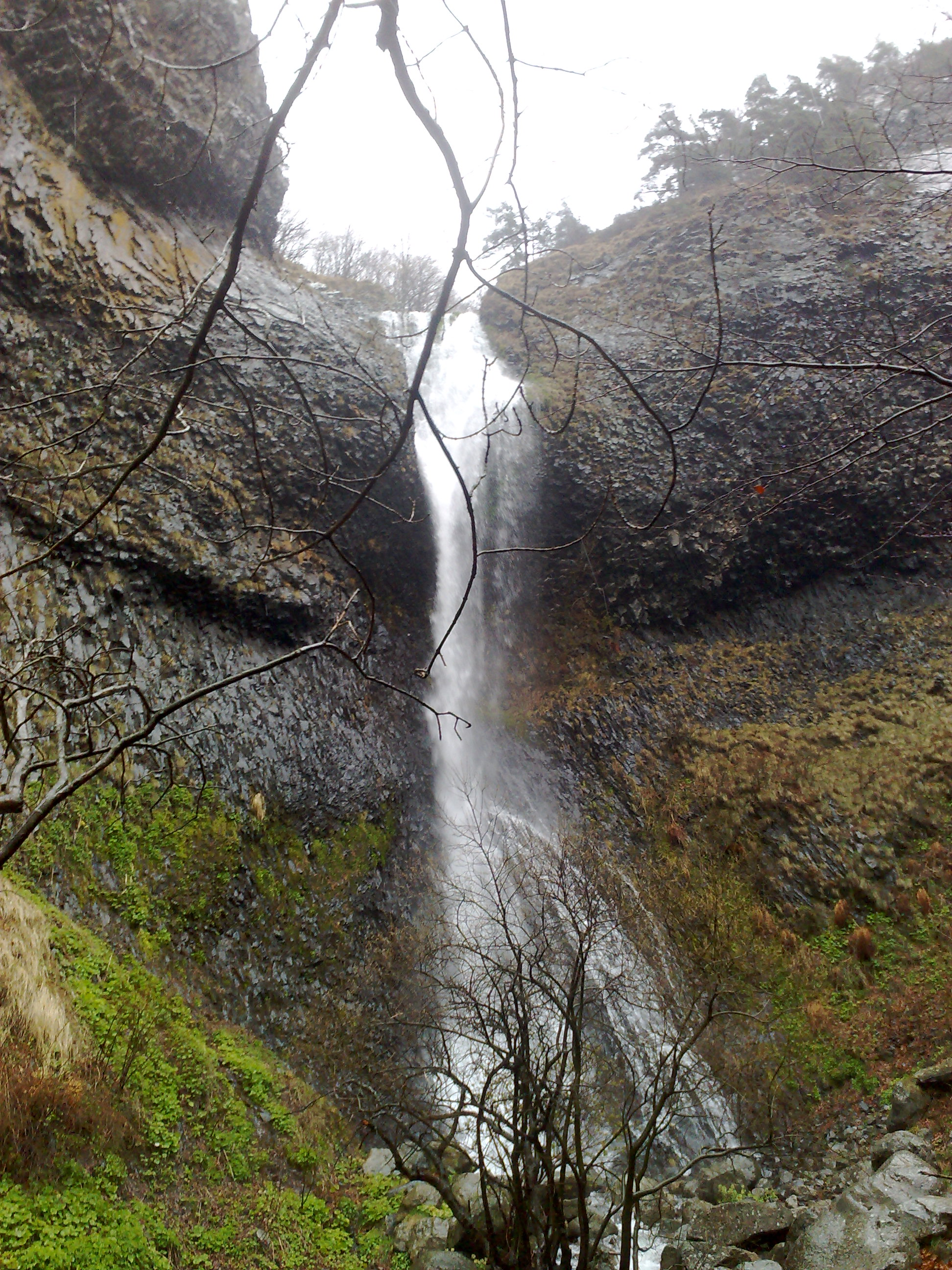
Der obere Fall
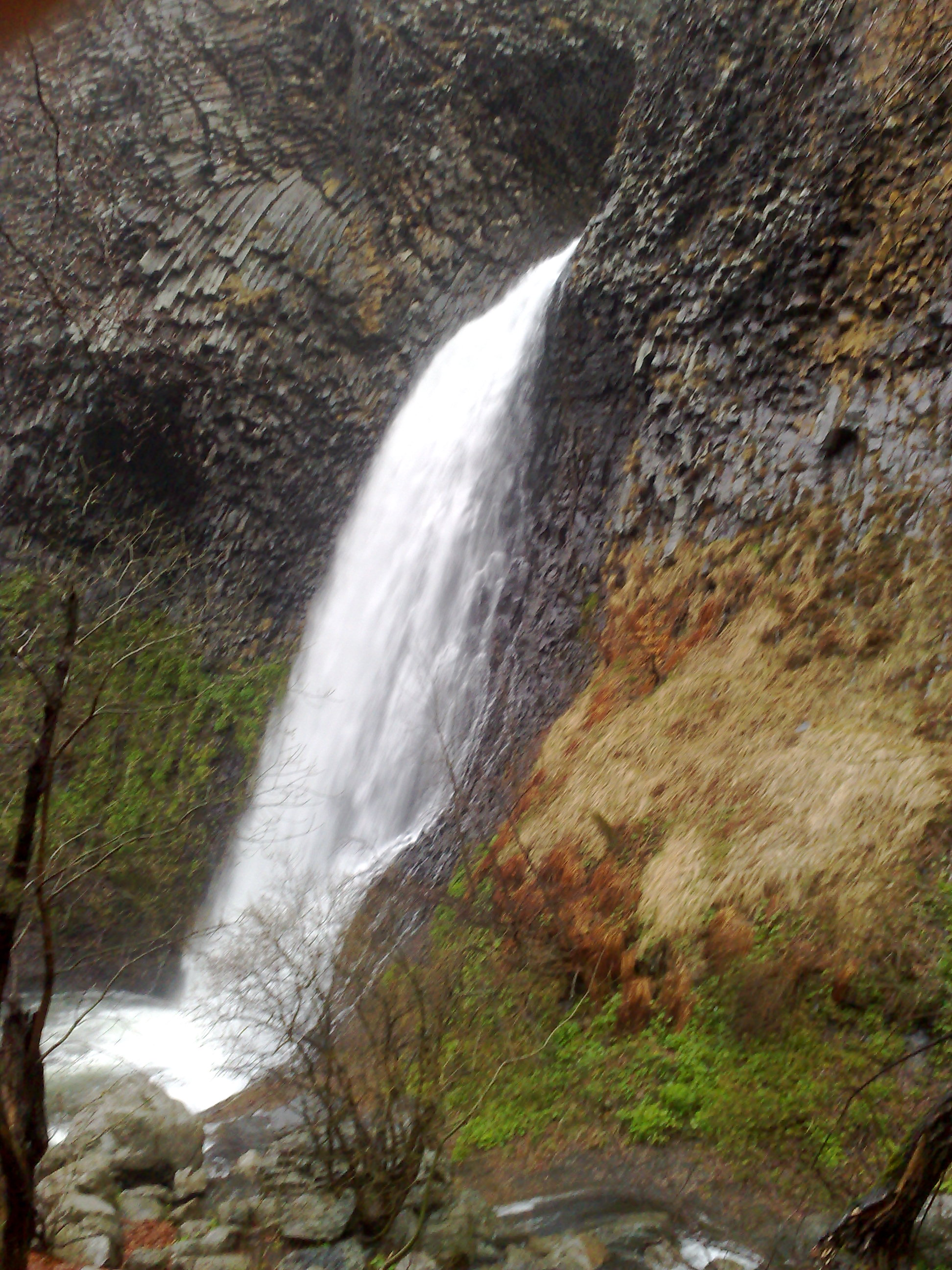
Der Hauptfall